# Beninkaza szorstka

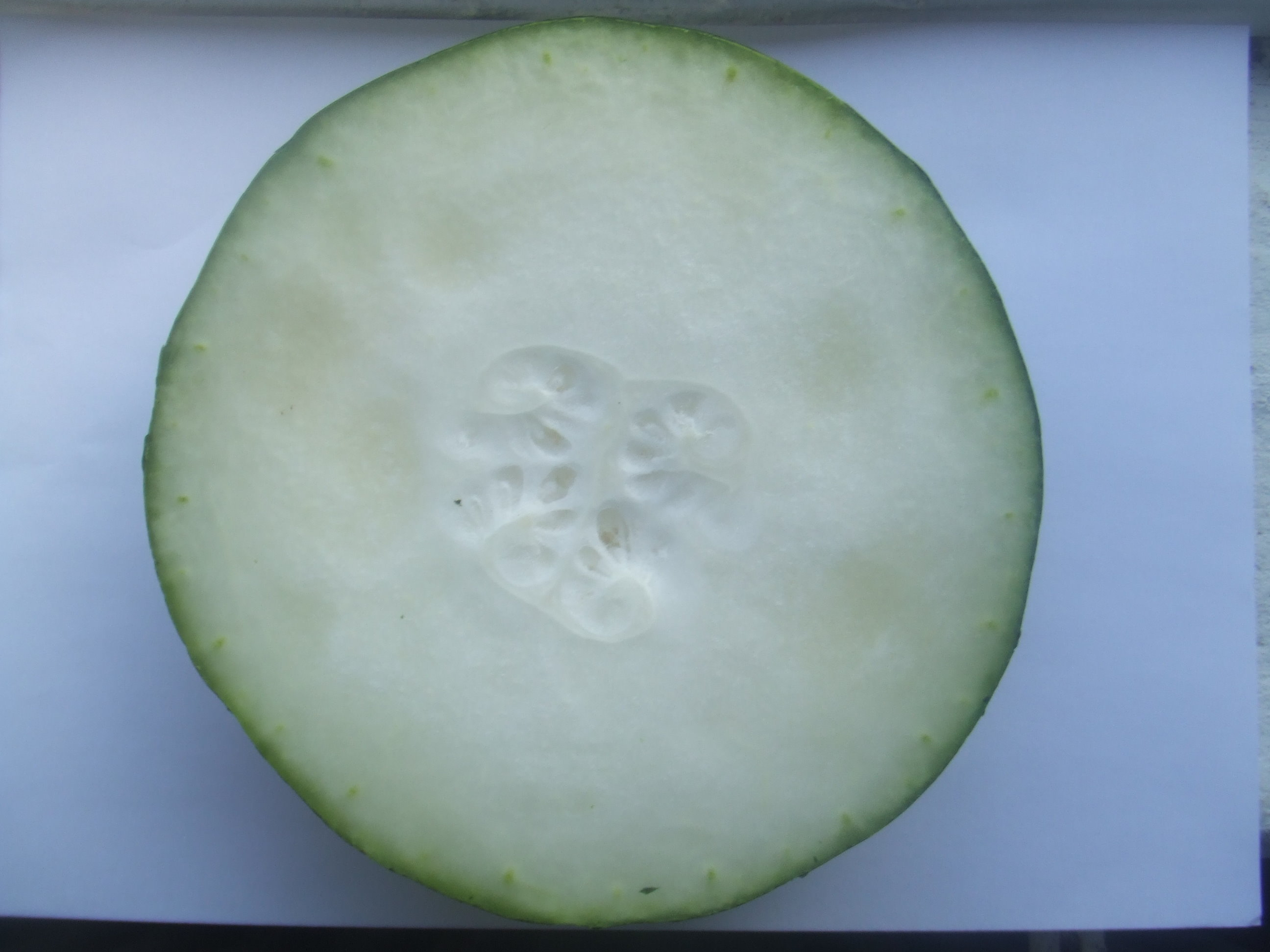
Owoc w przekroju

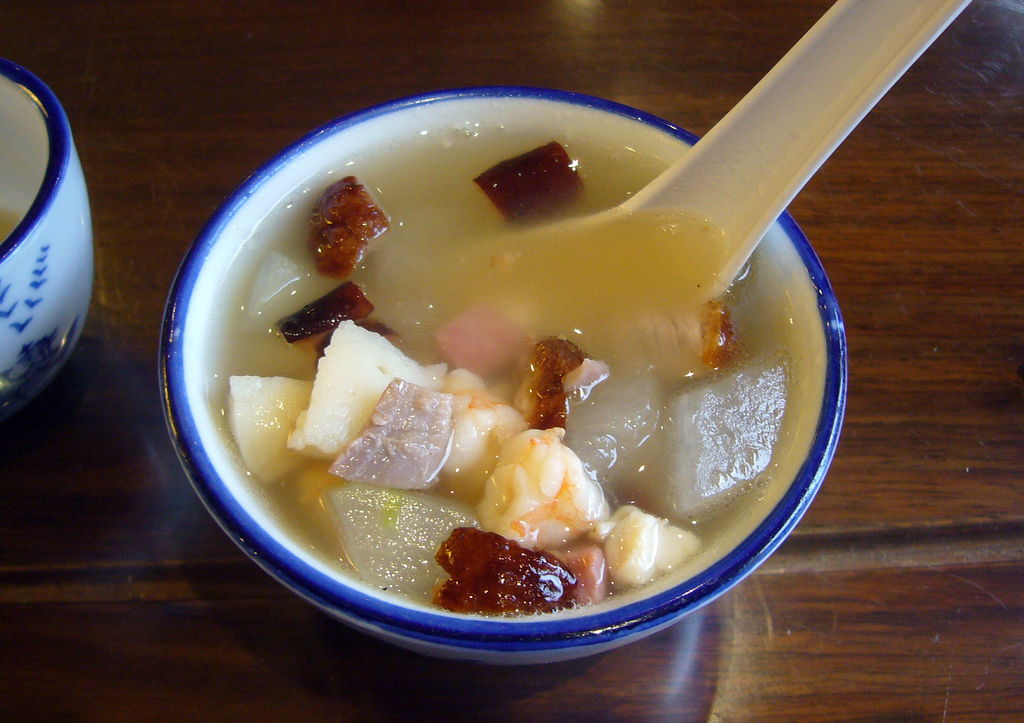
Chińska zupa z beninkazy

Beninkaza szorstka, beninkaza woskodajna, woszcza szorstka (Benincasa hispida (Thunb.) Cogniaux) – gatunek rośliny tropikalnej z rodziny dyniowatych. Jest wykorzystywana od wieków w Azji jako warzywo. Jedyny przedstawiciel monotypowego rodzaju Benincasa G. Savi, Bibliot. Ital. (Milan) 9: 158. 1818 (podrodzina Cucurbitoideae, plemię Benincaseae).

## Morfologia
PokrójSzybko rosnąca roślina płożąca o długich pędach.
LiścieDuże, szorstkie, ząbkowane.
KwiatyŻółte, o pięciu płatkach.
OwoceZielone, podłużne, owalne, o długości do 60 cm, pokryte woskiem i drobnymi włoskami. Wewnątrz liczne nasiona.

## Zastosowanie
Gatunek uprawiany w ciepłym klimacie. Może być przechowywany do 12 miesięcy. Jest powszechnie spożywanym warzywem podczas sezonu zimowego np. w Chinach, jako jedno z niewielu warzyw dostępnych w tym czasie. Stąd po chińsku jego nazwa dosłownie oznacza „zimowy melon” (chiń. 冬瓜, pinyin: dōngguā). 
W kuchni wietnamskiej, nazywany jest bí đao, i typowo używany do wyrobu zup i gulaszy. Uważa się, że gotowany z żeberkami daje zupę zwiększającą ilość mleka u matek karmiących piersią.
W kuchni chińskiej jest typowo używany przy smażeniu w głębokim tłuszczu oraz w połączeniu z  kością wieprzową/wołową jako baza do „zupy z melona zimowego”, często serwowanej w drążonej czaszy z tego właśnie warzywa, która dodatkowo może być w sposób ozdobny „grawerowana” w sposób podobny do ozdób wielkanocnych. Z kandyzowanej postaci wyrabia się także cukierki (táng dōng guā) spożywane podczas chińskiego Nowego Roku. Używa się także jako nadzienie w chińskich i tajwańskich ciasteczkach księżycowych na festiwalu księżycowym.
Warzywo to jest używane do produkcji popularnego napoju o wyrazistym bardzo słodkim smaku, zwanego „herbatą z melona zimowego”, bardzo popularnego w Azji m.in. w Chinach, na Tajwanie, w Wietnamie. Wyrób napoju jest bardzo łatwy i często wyrabia się go w domu. W sklepie można zakupić bazę do napoju w postaci kostki kandyzowanego miąższu warzywa, którą gotuje się w wodzie na koncentrat, po ostudzeniu przechowuje w lodowce i do spożycia rozcieńcza dużą ilością wody. Na Tajwanie napój ten jest bardzo popularny i często serwowany schłodzony jako alternatywa do mrożonej herbaty, przy czym jest z założenia bardzo słodki.
- Miąższ niedojrzałych roślin, a także młode liście i pąki kwiatowe wykorzystuje się jako jarzynę.
- Prażone nasiona również są jadalne.